# Албанія на зимових Олімпійських іграх 2014
Албанія на зимових Олімпійських іграх 2014 року у Сочі була представлена 2 спортсменами в одному виді — гірськолижний спорт. Прапороносцем на церемоніях відкриття і закриття Олімпійських ігор був Ерйон Тола.
Албанія втретє взяла участь у зимових Олімпійських іграх. Албанські спортсмени не завоювали жодної медалі.

## Гірськолижний спорт
| Спортсмен     | Змагання                     | Заїзд 1          | Заїзд 1          | Заїзд 2          | Заїзд 2          | Загалом          | Загалом          |
| Спортсмен     | Змагання                     | Час              | Місце            | Час              | Місце            | Час              | Місце            |
| ------------- | ---------------------------- | ---------------- | ---------------- | ---------------- | ---------------- | ---------------- | ---------------- |
| Ерйон Тола    | слалом, чоловіки             | не стартував     | не стартував     | не стартував     | не стартував     | не стартував     | не стартував     |
| Ерйон Тола    | гігантський слалом, чоловіки | не стартував     | не стартував     | не стартував     | не стартував     | не стартував     | не стартував     |
| Суела Мегіллі | слалом, жінки                | дискваліфікована | дискваліфікована | дискваліфікована | дискваліфікована | дискваліфікована | дискваліфікована |
| Суела Мегіллі | гігантський слалом, жінки    | 1:33.55          | 65               | 1:34.36          | 60               | 3:07.91          | 60               |